# Ami (trilogía)
Ami es una serie de novelas de ciencia ficción escrita por el autor chileno Enrique Barrios. En ella se narra la historia de Pedro, un niño de trece años que una noche de verano, mientras pasa sus vacaciones en la costa, recibe la visita de un extraterrestre llamado Ami. A lo largo de la trilogía se relatan los viajes que hacen Pedro y Ami a diversos planetas de la galaxia. Al finalizar cada viaje, Pedro tiene como misión escribir un libro que narre sus aventuras y los conocimientos que adquirió gracias a las enseñanzas de Ami. La trilogía está compuesta por las novelas Ami, el niño de las estrellas, Ami regresa y Ami 3: Civilizaciones internas. A raíz del éxito de Ami, el niño de las estrellas, Enrique Barrios decidió escribir el libro Ami y Perlita, cuya historia es ajena a la de la trilogía y está destinada a un público infantil. Según la Editorial Sirio, «Cuando Enrique Barrios vio que su obra Ami, el niño de las estrellas, tal vez por el título, o quizás por la portada infantil, atraía a los más pequeños, quienes luego se encontraban con la desagradable sorpresa de poder comprender sólo en parte esa obra —porque Ami no es un libro totalmente infantil—, el autor se sintió en deuda con los más pequeños y anheló poder alguna vez escribir algo para ellos».
Los libros intentan difundir valores como el amor, la paz y la fraternidad, abordando temáticas como la vida extraterrestre, la reencarnación y la unión interplanetaria. Debido a esto, la trilogía (especialmente el primer libro) es frecuentemente incluida en los diseños curriculares de algunos países latinoamericanos, tanto en el nivel primario como en el secundario.
La trilogía, así como otras obras de Enrique Barrios, ha recibido diversos premios y reconocimientos, tales como la bendición del papa Juan Pablo II en los años 1987 y 1988 para Ami, el niño de las estrellas y Ami regresa, que también fueron declarados Material Didáctico para la Educación Nacional por el Ministerio de Educación de Chile junto con Ami y Perlita. Además, el libro El maravilloso universo de la magia recibió un premio de la APA (Asociación Psicoanalítica Argentina) en 1990.

## Novelas de la saga
- Ami, el niño de las estrellas (1986)
- Ami regresa (1987)
- Ami 3: Civilizaciones internas (1998)

## Personajes
Pedro o Pedrito: es un niño latinoamericano de nueve años (en el primer libro) y protagonista de la saga. Vive con su abuela, con quien alquila una casa en la playa casi todos los veranos.
Ami: es un extraterrestre proveniente del planeta Muñeca Galáctica, cuya misión consiste en contribuir al desarrollo evolutivo de diversos planetas mediante el «Plan de Ayuda». En los libros se lo describe como bajo, con cara de niño, ojos grandes y con un acento extraño. A pesar de que no parece tener más de ocho años, en el primer capítulo de Ami, el niño de las estrellas dice que en realidad tiene muchos más años de los que Pedro creería. En su primera aparición, Ami tiene un traje blanco de material impermeable, botas blancas de suelas gruesas y un cinturón dorado con radios portátiles a cada lado y una hebilla grande. En su pecho lleva un emblema de color oro compuesto de un corazón alado dentro de un círculo.

## Sinopsis

#### Ami, el niño de las estrellas
El primer libro de la trilogía narra la historia de Pedro, un niño de nueve años quien, una noche en la playa, ve una luz roja que desciende por el cielo y se sumerge en el mar. De allí sale un niño que se sienta a su lado y comienza a hablarle. Pronto se revela que en realidad no se trata de un niño, sino de un extraterrestre llamado Ami, cuya misión es llevar a Pedro por diversos mundos de la Confraternidad Interplanetaria y transmitirle los conocimientos, enseñanzas y valores necesarios para que el planeta Tierra pueda ingresar en ella. La principal de estas enseñanzas es la Ley Fundamental del Universo, según la cual se rige todo el cosmos. Al terminar la noche, el viaje de Pedro llega a su fin, y éste vuelve a su casa con la misión de escribir un libro que narre las aventuras que vivió con Ami y los conocimientos que obtuvo gracias a él, para así ayudar a la humanidad en su proceso evolutivo.

#### Ami regresa
En el segundo libro de la saga, Pedro, quien no pudo ir a vacacionar a la playa el verano siguiente al de los sucesos del primer libro, decide ir de campamento a la playa con su primo Víctor. Allí se reencuentra con Ami en el mismo conjunto de rocas que el año anterior, y comienza así su segundo viaje. En esta ocasión Ami viene acompañado de Vinka, una chica de la misma edad que Pedro, proveniente de un mundo incivilizado llamado Kía. Si bien la relación entre Pedro y Vinka tiene un mal inicio, rápidamente comienzan a conocerse mejor y llegan a apreciarse. Durante la noche, Pedro y Vinka reciben nuevas enseñanzas de Ami y viajan a distintos planetas, entre ellos Kía, en donde conocen a Krato, un montañés que les entrega un pergamino que detalla la forma de obtener amor. Al finalizar el viaje, tanto Pedro como Vinka deben volver a sus hogares y escribir un segundo libro a modo de servicio dentro del “Plan de ayuda” y como condición para volver a ver a Ami el próximo año.

#### Ami 3: Civilizaciones internas
En este se puede encontrar la tercera parte de las aventuras de Pedro y Ami con sus habituales aventuras. En esta tercera parte de las vivencias de Pedro con su amigo de las estrellas, la emoción y el misterio llegan a hacernos sentir que estamos participando en la aventura de un James Bond interplanetario.

## Iniciativas
A través de su página web personal y de la Fundación Fundami (ambas páginas actualmente dadas de baja) Enrique Barrios y sus lectores se dedicaron a la divulgación de los mensajes plasmados en la trilogía. Además, impulsaron la iniciativa «Ami Viajero», que consistía en dejar el primer libro de la saga (Ami, el niño de las estrellas) en distintos lugares públicos, como bancos de plazas, cafeterías, asientos del metro, etc., para que las personas que lo encontraran pudieran leerlo y volver a dejarlo en otro lugar público, y así continuar con el ciclo de divulgación. Además, durante el año 2008 se realizó la campaña «Done Ami» en la que, gracias a la colaboración de los lectores, se enviaron 1613 ejemplares de Ami, el niño de las estrellas (hasta el 27 de junio de 2008) a distintas escuelas, cárceles y reformatorios de habla hispana, con el propósito de «cambiar el destino de chicos y chicas desorientadas, que en lugar de irse por caminos de droga o delincuencia, o si ya están en la cárcel, podrían transformarse en personas de bien, ayudados por Ami, por usted y por nosotros».

## Controversia
Algunas organizaciones y grupos de padres expresaron su preocupación por los contenidos abordados en los libros y criticaron su fuerte carga de temáticas relacionadas con el movimiento New age. El doctor en filosofía y profesor universitario, de Institutos Bíblicos, Luis Eduardo Cantero, en su trabajo La nueva era: el paradigma de la nueva espiritualidad Un análisis al fenómeno desde las ciencias sociales y teológicas, hace mención a Enrique Barrios y a sus libros, en especial a Ami, el niño de las estrellas. En dicho trabajo, afirma que el autor «intenta una continua desvalorización de la familia y los adultos, poniéndolos como culpables de todo lo malo que hay en el planeta y como los enemigos de los niños». A su vez, sostiene que «Barrios completa este pensamiento New age en procurarles a los niños que no piensen ni razonen».